# Max Lehmann

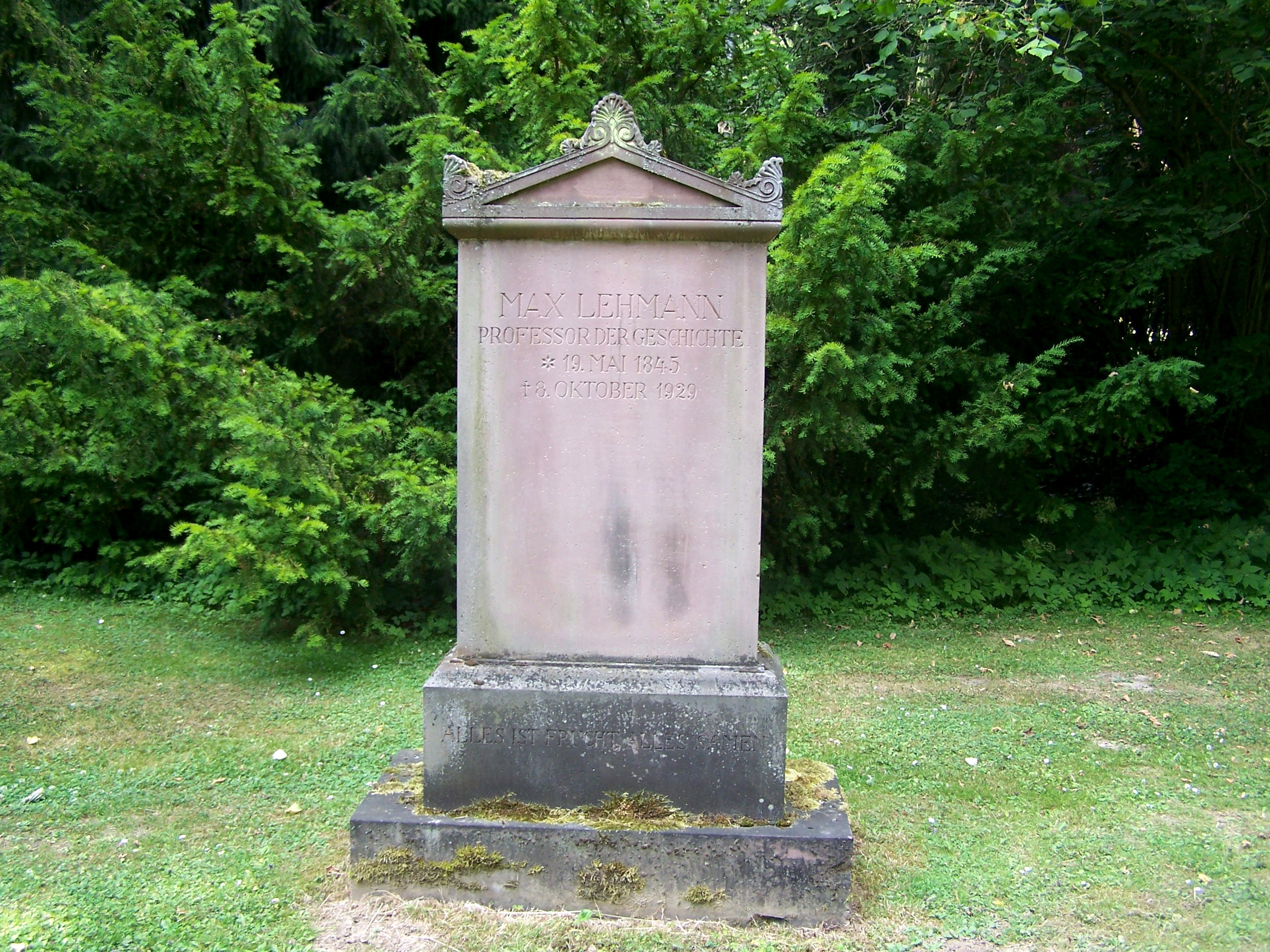
Grobowiec Maxa Lehmanna w Getyndze

Max Ludwig Eduard Lehmann (ur. 19 maja 1845 w Berlinie, zm. 8 października 1929 w Getyndze) – historyk niemiecki.

## Życiorys
Kształcił się w Berlinie, Królewcu, Bonn m.in. pod opieką Heinricha von Sybla, który przekazał mu w 1875 redakcję „Historische Zeitschrift” i wprowadził do zarządu Tajnego Archiwum Pruskiego. Od 1879 wykładał w Akademii Wojskowej w Berlinie. Członek Pruskiej Akademii od 1887. Po zerwaniu z Syblem w 1892 profesor w Lipsku, a w latach 1893–1921 w Getyndze. Wykładał historię średniowieczną i nowożytną. W Getyndze doktorat pod jego kierunkiem zrobił w 1894 Szymon Askenazy. Był przeciwnikiem szkoły pruskiej w historiografii. Odznaczał się propolskim nastawieniem.

## Wybrane publikacje
- Das Aufgebot zur Heerfahrt Ottos II. nach Italien, 1869.
- Der Krieg von 1870 bis zur Einschließung von Metz, 1873.
- Knesebeck und Schön. Beiträge zur Geschichte der Freiheitskriege, 1875.
- Stein, Scharnhorst und Schön, 1877.
- Scharnhorst, 1886–1887.
- Friedrich der Große, 1894.
- Freiherr vom Stein, 1902–1905.
- Historische Aufsätze und Reden, 1911.
- Die Erhebung von 1813, 1913.
- Preußen und die katholische Kirche seit 1640. Bis 1897 nach den Acten des geheimen Staatsarchivs Leipzig 1893.